# Brigitte Janner

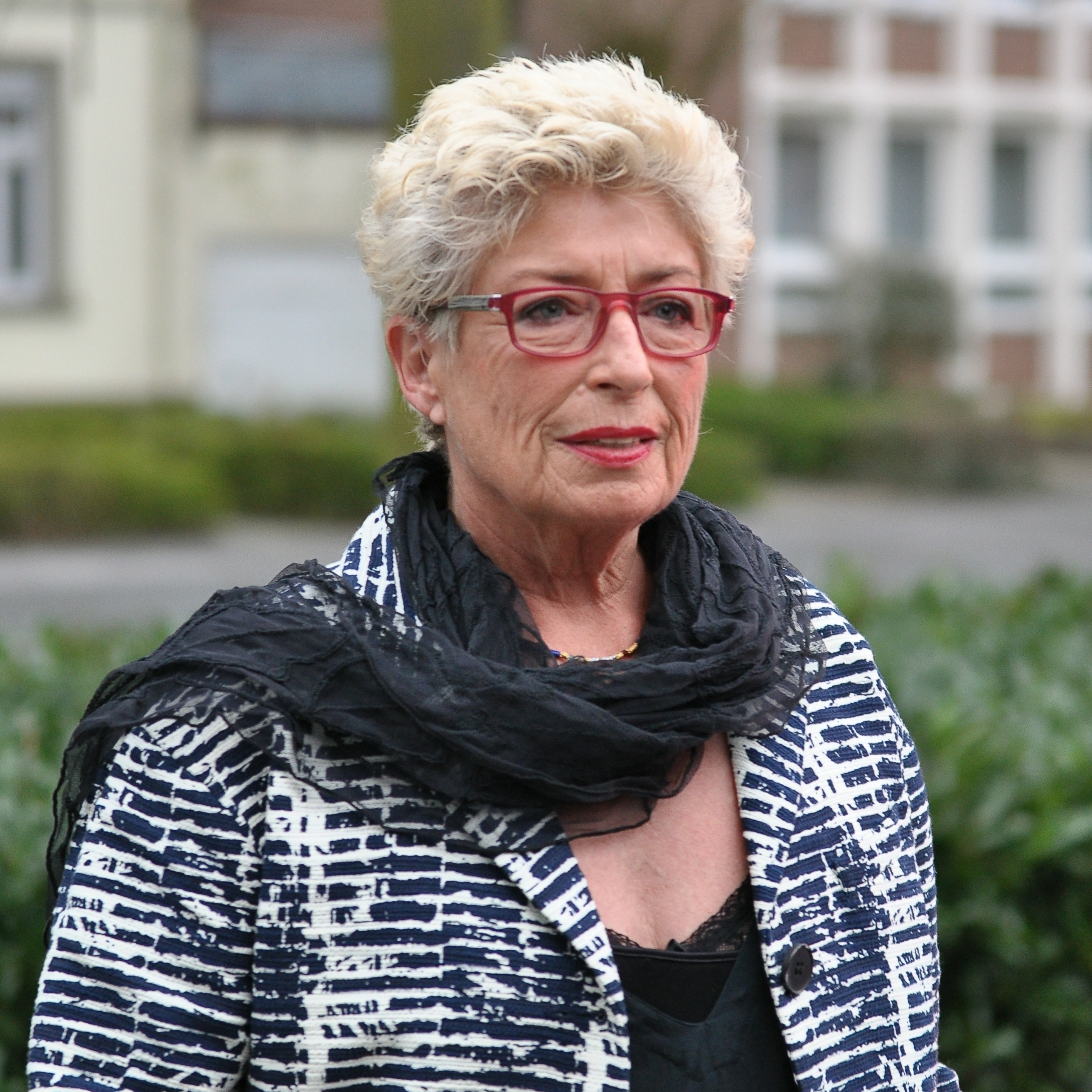
Brigitte Janner bei der Verleihung des Grimme-Preises 2015

Brigitte Janner (* 24. Januar 1945 in Meseritz) ist eine deutsche Schauspielerin.

## Leben und Wirken
Brigitte Janner wurde in Meseritz (damals Provinz Brandenburg) geboren und verbrachte ihre Kindheit und Jugend in Berlin und Hamburg.
Mit 17 Jahren wurde sie von Claus Peymann entdeckt, der sie auf der Studiobühne der Universität in Hamburg arbeiten ließ. Später gehörte sie in Bremen und Bochum zum Ensemble von Peter Zadek. Seit 1976 arbeitet Janner als freischaffende Schauspielerin und war in Gastspielen im Münchner Residenztheater, im Hamburger Schauspielhaus, im Kölner Schauspielhaus, im Schauspielhaus Hannover und im Bochumer Schauspielhaus zu sehen.
In den Folgen 693–709 und 734–770 spielte Brigitte Janner in der Telenovela Rote Rosen die Rolle der Margit Roth. In den Folgen 794 und 795 hatte sie jeweils erneut einen Auftritt. Zudem war sie mehrere Jahre als „Kneipenwirtin Elli“ im Großstadtrevier zu sehen.
Aus ihrer ersten Ehe mit dem Regisseur Joachim Preen entstammt ihr Sohn Zacharias Preen, ebenfalls Schauspieler. Brigitte Janner ist seit 2005 mit ihrem langjährigen Lebenspartner, dem Regisseur Hajo Gies, verheiratet und wohnt im Hamburger Stadtteil Uhlenhorst.

## Filmografie (Auswahl)
- 1979: St. Pauli-Landungsbrücken – Tunnelfeger Kurt Poddich
- 1981: Tatort: Duisburg-Ruhrort (Fernsehreihe)
- 1983: Kiez – Aufstieg und Fall eines Luden
- 1983: Kanakerbraut
- 1984: Tatort: Zweierlei Blut
- 1985: Tatort: Zahn um Zahn
- 1986: Jokehnen oder Wie lange fährt man von Ostpreußen nach Deutschland?
- 1986: Paradies
- 1986: Der Fahnder (Fernsehserie, Folge Hitzewelle)
- 1988: Die Geierwally
- 1988: Tatort: Winterschach
- 1989: Abschied vom falschen Paradies
- 1991: Tatort: Der Fall Schimanski
- 1991: Unser Lehrer Doktor Specht
- 1991: Manta – Der Film
- 1992: Tatort: Camerone
- 1992: Tatort: Der Mörder und der Prinz
- 1992: Kinderspiele
- 1992: Schuld war nur der Bossa Nova
- 1993–1994: Ein Fall für zwei (Fernsehserie, 2 Folgen)
- 1994–2017: Großstadtrevier (Fernsehserie, durchgängige Rolle als Kneipenwirtin Ellie)
- 1996: Tatort: Mord hinterm Deich
- 1998: 23 – Nichts ist so wie es scheint
- 1999: Tatort: Drei Affen
- 2000: Hat er Arbeit?
- 2001: Ein mörderischer Plan
- 2003: Kunden und andere Katastrophen
- 2003: Mein Weg zu Dir
- 2003: Alpenglühen
- 2004: Der Job seines Lebens 2 – Wieder im Amt
- 2004: Nachtschicht – Vatertag
- 2004: Ein Engel namens Hans-Dieter
- 2005: Jetzt erst recht! (Fernsehserie)
- 2005: Alpenglühen zwei – Liebe versetzt Berge
- 2005: Der Elefant – Mord verjährt nie (Fernsehserie, Folge Nichts als die Wahrheit)
- 2005: Heirate meine Frau
- 2006: Die Nonne und der Kommissar
- 2006: Der beste Lehrer der Welt
- 2007: Der andere Junge
- 2007: Der Sonnenhof
- 2008: Leo und Marie – Eine Weihnachtsliebe
- 2009: Die Nonne und der Kommissar – Todesengel
- 2009: Rote Rosen (Telenovela)
- 2009: Da kommt Kalle (Fernsehserie, Folge Landliebe)
- 2010: Ein Sommer auf Sylt
- 2010: Liebe und andere Delikatessen
- 2011: Der letzte Bulle (Fernsehserie, Folge Die verpasste Chance)
- 2012: Die Nonne und der Kommissar – Verflucht
- 2012: Zum Kuckuck mit der Liebe
- 2014: Altersglühen – Speed Dating für Senioren
- 2015: SOKO Wismar (Fernsehserie, Folge Undercover)
- 2016: Tierärztin Dr. Mertens (Fernsehserie, Folge Zuviel von allem)
- 2018: Fischer sucht Frau

## Hörspiele (Auswahl)
- 2000: Susanne Krahe: Lisabetha  – Regie: Gottfried von Einem
- 2002: May B. Lund: Fingerübungen – Bearbeitung und Regie: Irene Schuck (Kriminalhörspiel – DLR Berlin)
- 2013:Tamta Melaschwili: Abzählen – Bearbeitung und Regie: Elisabeth Putz (Hörspielbearbeitung – NDR/ORF)